# Distretto di Pak Thong Chai
Il distretto di Pak Thong Chai (in thailandese: ปักธงชัย) è un distretto (amphoe) della Thailandia, situato nella provincia di Nakhon Ratchasima.